# Yakovlev Yak-152
Lo Yakovlev Yak-152 è un addestratore basico con capacità acrobatiche progettato dalla A. S. Yakovlev Design Bureau e sviluppato in Russia negli anni duemiladieci.

## Storia del progetto
Nel marzo del 2014 l’Agenzia Federale Russa per la Fornitura di armamenti (Rosoboronpostavka) richiese all'A. S. Yakovlev Design Bureau lo sviluppo di un nuovo velivolo da addestramento basico, designato Yak-152, dotato di un turbopropulsore di nuova generazione. Il costo di sviluppo del nuovo aeroplano fu stimato in 300 milioni di rubli. Il mockup dello Yakovlev Yak-152 fu ufficialmente presentato allo OSKBES MAI nel settembre dello stesso anno. Nel giugno 2015 il Ministero della Difesa russo ha emesso un ordine per l’acquisto di 150 velivoli, con inizio delle consegne nel 2017, per la sostituzione degli Yakovlev Yak-52. Un modello in scala dello Yak-152 era stato presentato al pubblico per la prima volta in un evento internazionale in occasione del Singapore Airshow 2016, svoltosi nel mese di febbraio dello stesso anno.

## Tecnica
Lo Yakovlev Yak-152 è un aereo da addestramento basico, monomotore, biposto, di costruzione interamente metallica. 
La fusoliera, monoscocca, è costituita da quattro longheroni, e posteriormente termina con un impennaggio di coda tradizionale monoderiva. L’ala è montata bassa. Il carrello d'atterraggio è triciclo anteriore, completamente retrattile, con ruote a bassa pressione che conferiscono la capacità di operare da campi d’aviazione non preparati e consentono distanze di decollo inferiori a 200 m.

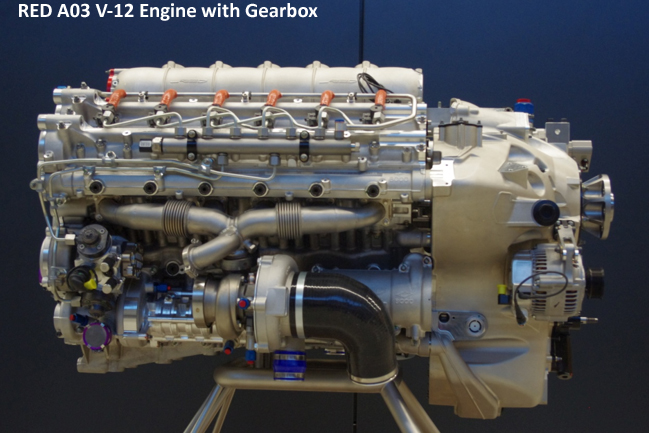
Il propulsore a 12 cilindri a V con doppio turbopropulsore Raikhlin Aircraft Engine Developments GmbH RED A03T da 500 hp.

La propulsione è affidata ad un propulsore RED Aircraft A03T a 12 cilindri a V, dotato di doppio turbocompressore, della cilindrata di 6 000 cm³, alimentato a gasolio cherosene, azionante un’elica tripala a passo variabile MTV-9. La potenza massima erogabile è di 500 hp (370 kW), mentre quella massima continuativa è di 460 hp. Il fattore di carico massimo è di +9/-7 g, mentre la velocità di stallo è di 100 km/h. L’abitacolo ospita 2 posti in tandem, uno per l’allievo e uno per l’istruttore, entrambi seduti su seggiolini eiettabili NPP Zvezda SKS-94M. La cabina di pilotaggio è dotata di riscaldamento e ventilazione, ma non di pressurizzazione. La strumentazione di volo è glass cockpit, con due schermi PDF e sistema CVR per la registrazione dei dati di volo.
Sull’aereo può essere installato, a richiesta del cliente, un motore radiale Vedeneyev M14X a 9 cilindri, funzionante a benzina avio ed erogante la potenza di 360 hp, azionante un’elica tripala. In questo caso il peso massimo al decollo sale a 1 490 kg, mentre i fattori di carico massimo + 8/-6 g con due piloti a bordo. La velocità massima prevista è di 500 km/h, mentre l’autonomia sale a 1 500 km.

## Impiego operativo
Il prototipo ha volato per la prima volta il 29 settembre 2016 a Irkutsk, nelle mani del capo collaudatore della ditta Vasily Sevastyanov.

## Utilizzatori
Russia
- Voenno-vozdušnye sily Rossijskoj Federacii

150 Yak-152 ordinati nel 2015 e preposti alla formazione basica dei piloti, da consegnarsi entro il 2020.

### Annotazioni
1. ↑  Sigla derivante dalla traslitterazione dall'alfabeto cirillico di "ОСКБЭС МАИ" cioè "ОТРАСЛЕВОЕ СПЕЦИАЛЬНОЕ КОНСТРУКТОРСКОЕ БЮРО ЭКСПЕРИМЕНТАЛЬНОГО САМОЛОТСТРОЕНИЯ, МОСКОВСКОГО АВИАЦИОННОГО ИНСТИТУТА", traducibile come "Settore Speciale Design dell'Ufficio Sperimentale di Costruzioni Aeronautiche, Istituto d'Aviazione Moscovita"
2. ↑  Il motore ha ottenuto la certificazione EASA in CS23 il 19 dicembre 2014.
3. ↑  La ditta Raikhlin Aircraft Engine Developments GmbH (RED) si trova ad Adenau (Nürburgring), vicino a Colonia. È stata fondata da Vladimir Raikhlin nel 2008 in sostituzione di una precedente azienda fondata nel 1995.
4. ↑  Tali schermi offrono tutte le informazioni sui parametri di volo e di navigazione, con tripla ridondanza per tutti gli impianti.

### Fonti
1. 1 2  "First flight for Yak-152 trainer". FlightGlobal, 5 ottobre 2016. Accesso 7 ottobre 2016.
2. 1 2 3  Biancorosso 2016, p. 22.
3. 1 2 3 4  Biancorosso 2016, p. 23.
4. ↑   New Projects: YAK-152, su yak.ru, Yakovlev. URL consultato il 7 ottobre 2016.
5. ↑   Yak-152 Primary Trainer Aircraft, Russia, su airforce-technology.com. URL consultato il 7 ottobre 2016.
6. ↑  "RUSSIA: A BREVE LA CONSEGNA DEI PRIMI ADDESTRATORI BASICI YAK-152", su analisidifesa.it, 8 settembre 2017, URL consultato il 8 settembre 2017.

### Periodici
- Marilea Biancorosso, Yak 152 trainer: vola con il V12, in VFR Aviation, n. 18, Grottaferrata, Aero Media Press TV, dicembre 2016,  pp. 22-23.